# Blücherbrücke (Wuppertal)
Die Blücherbrücke ist eine Straßenbrücke in Wuppertal über die Trasse der Bahnstrecke Düsseldorf–Elberfeld. Als Verbindung von der Bahnhofstraße und der Straße Kleeblatt ist sie eine wichtige Verkehrsverbindung vom Zentrum des Stadtteils Elberfeld zur Südstadt, der Bergischen Universität und den südlichen Stadtteilen Cronenberg und Ronsdorf.
Die Blücherbrücke wurde am 30. Oktober 1877 nach dem preußischen Generalfeldmarschall Gebhard Leberecht von Blücher (1742–1819) benannt, der 1814 die damals selbstständige Stadt Elberfeld besuchte. Als die Blücher’sche Armee 1815 im Kampf gegen Napoléon bei ihrem Vormarsch durch Belgien in Geldschwierigkeiten geriet, erklärten sich 42 Elberfelder und Barmer Firmeninhaber zu einer Anleihe bereit, der sogenannten Elberfelder Blücher-Anleihe. Am 8. April 1968 wurde die Brücke durch Beschluss des Stadtrates in die Straße Kleeblatt mit einbezogen.
Die Brücke ist Teil des Südstraßenrings, der zum Abschluss im Jahr 2007 neu gestaltet wurde. Die neue Verkehrsplanung wurde aus der Sicht der Stadtplaner notwendig, um den wachsenden Verkehrsströmen gerecht zu werden. Die neue Straßenführung sieht vor, den Südstraßenring nicht mehr als Einbahnstraße zu befahren, sondern in beiden Richtungen. Diese Baumaßnahmen sollten noch vor der Sanierung des größeren Projekts, der Neugestaltung des Döppersbergs, abgeschlossen werden. Die Blücherbrücke selbst musste dabei im vierten Bauabschnitt neu, in einer von drei auf fünf Fahrstreifen verbreiterten Version, errichtet werden.
Nach drei Jahren Bauzeit wurde sie am 30. November 2007 unter Anwesenheit des Oberbürgermeisters Peter Jung und des NRW-Staatssekretärs eingeweiht und für den Verkehr wieder freigegeben. Der Bau der Brücke kostete 3,4 Millionen Euro. Besonders erschwert wurden die Bauarbeiten durch die Auflage, dass der Bahnverkehr ohne Behinderungen weiterlaufen sollte, sowie die Oberleitung der Bahntrasse. Die Investitionen im gesamten Südstraßenring betrugen 8,4 Millionen Euro.

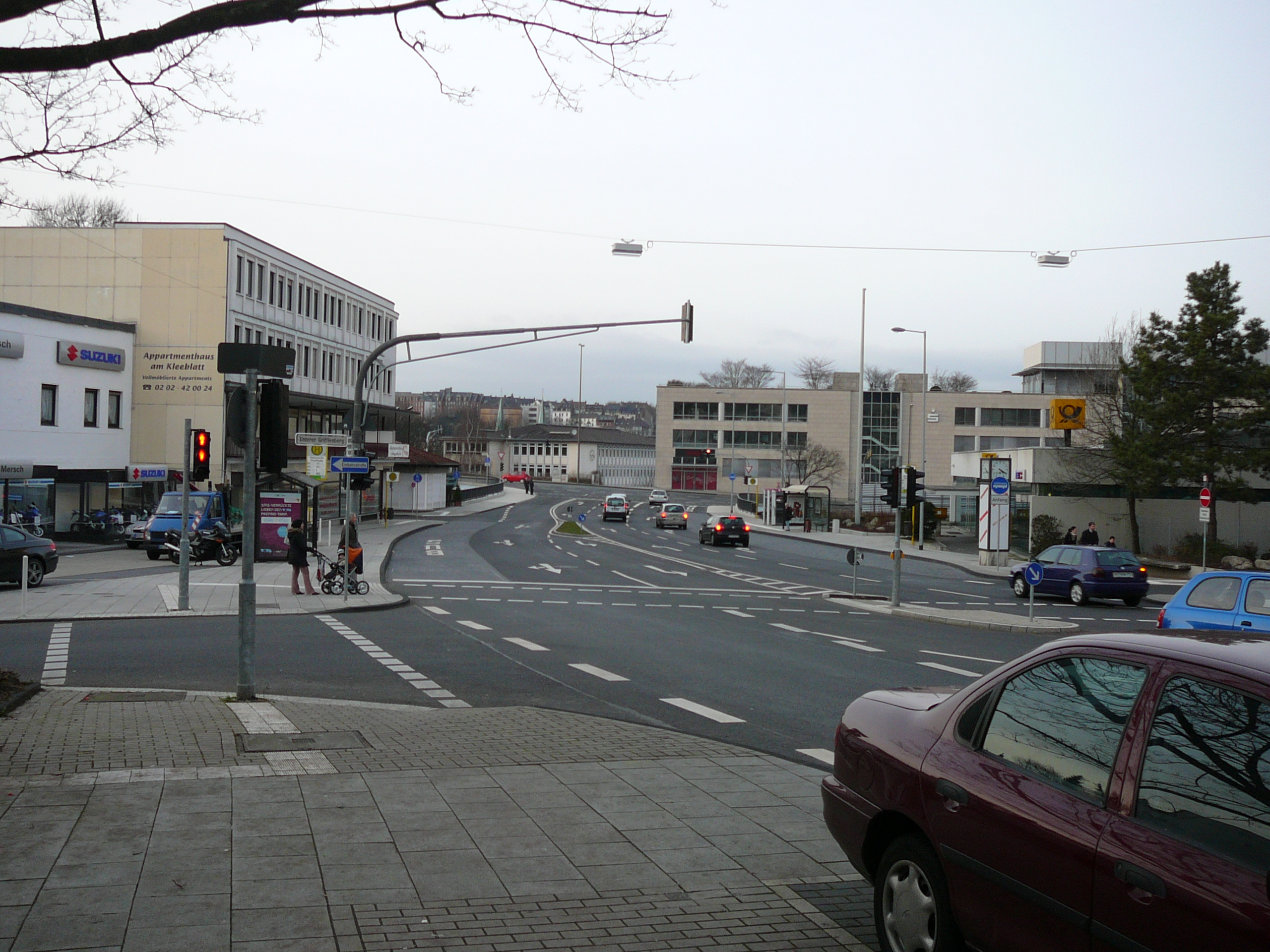
Die Blücherbrücke